# Villa de Aragón
Villa de Aragón es una colonia, en la Ciudad de México que colinda con las colonias Malvinas Mexicanas, Pradera, Vergel de Guadalupe, y Joyas de Aragón. También limita con el estado de México en su municipio de Netzahualcóyotl, la estación del metro más cercana es la de la línea B,del mismo nombre, (Villa de Aragón), además de que está muy cerca del bosque de Aragón. 
Dentro de la colonia se pueden considerar tres construcciones importantes. La escuela primaria Beatriz de Gortari Pérez, la secundaria 191 "Silvestre Revueltas" y la Iglesia Católica "Ave María", además de que está muy cerca del Bosque de Aragón.
- Datos: Q6162453

Villa de Aragón corresponde a la delegación Gustavo A. Madero.